# Hoàng Cao Khải
Hoàng Cao Khải (chữ Hán: 黃高啟; 1850–1933), là nhà văn, nhà sử học và là đại thần thân Pháp dưới triều vua Thành Thái trong lịch sử Việt Nam. Ông được xem là cộng sự đắc lực của thực dân Pháp vào những năm đầu thế kỷ 20 tại Việt Nam, bị người Việt coi là Việt gian tiêu biểu trong giai đoạn lịch sử này.

## Tiểu sử
Nguyên danh của ông là Hoàng Văn Khải, tự Đông Minh, hiệu Thái Xuyên quê ở làng Đông Thái, xã Yên Đồng, tổng Việt Yên, huyện La Sơn, phủ Đức Thọ, tỉnh Nghệ An (nay là xã Tùng Ảnh, huyện Đức Thọ), tỉnh Hà Tĩnh. Đỗ cử nhân ân khoa 1868 lúc 19 tuổi (cùng khóa thi với anh ông Phan Đình Phùng tên là Phan Đình Thuật, Phan Đình Phùng năm 1876 mới đậu ở trường thi Nghệ An) năm Tự Đức thứ 21 (1868), cùng được bổ làm huấn đạo huyện Thọ Xương, sau làm giáo thụ ở phủ Hoài Đức (Hà Tây). Trước khi Pháp chiếm Bắc Kỳ, ông lần lượt giữ các chức vụ Tri huyện Thọ Xương rồi thăng quyền Án sát Lạng Sơn, quyền Tuần phủ Hưng Yên.
Năm 1884, Pháp chiếm Bắc Kỳ, trong khi các phong trào chống Pháp nổi dậy thì ông lại hợp tác với Pháp để đàn áp các phong trào nghĩa quân chống Pháp. Tháng 1 năm 1887, quyền Tuần phủ Hưng Yên, Hoàng Cao Khải được vua Đồng Khánh cho thực thụ Tuần phủ, gia hàm Thự lý Tổng đốc, nhưng vẫn lãnh Tuần phủ kiêm Tiễu phủ sứ ba tỉnh Hải Dương, Bắc Ninh, Hưng Yên, đặc biệt tham gia đàn áp khốc liệt cuộc khởi nghĩa Bãi Sậy.
Năm 1888, ông được thăng làm Tổng đốc Hải Dương, rồi làm Khâm sai Kinh lược Bắc Kỳ, tước Duyên Mậu quận công (1890), đây là biệt lệ vì quan lại triều Nguyễn chỉ được phong quận công khi đã mất, ban cho thực ấp Thái Hà. Năm 1894, theo lệnh của toàn quyền De Lanessan, ông viết thư dụ hàng Phan Đình Phùng, nhưng bị cự tuyệt.
Sách Việt Nam sử lược ghi rằng:
Lúc ấy quan quyền kinh lược sứ là ông Nguyễn Trọng Hợp cử quan quyền Tổng đốc Hải Dương là Hoàng Cao Khải làm chức Tiểu phủ sứ đi đánh dẹp ở vùng Bãi Sậy.
Hoàng Cao Khải đem quân đi đánh riết mấy mặt. Bọn Phong trào Văn Thân người thì tử trận, người thì bị bắt. Nguyễn Thiện Thuật chạy sang Tàu, sau mất ở Nam Ninh, thuộc Quảng Tây. Đốc Tít ra hàng, phải đày sang ở thành Alger, bên Algérie. Đề Kiều và Lương Tam Kỳ ra thú được ở yên. Cai Kinh bị bắt, Đốc Ngữ ra thú, Hoàng Hoa Thám ở Yên Thế đến năm 1912 mới bị giết.
Năm 1897, Nha Kinh lược Bắc Kỳ bị bãi bỏ, Hoàng Cao Khải được điều về Huế lãnh chức Thượng thư Bộ Binh và làm phụ chính đại thần cho vua Thành Thái, hàm Thái tử Thái phó, Văn minh điện Đại học sĩ. Như vậy, Hoàng Cao Khải là viên Kinh lược sứ Bắc Kỳ cuối cùng của triều Nguyễn.
Năm 1904 khi tỉnh Cầu Đơ được đổi tên là Hà Đông, ông làm Tổng đốc tỉnh Hà Đông, giúp Thống sứ Bắc Kỳ soạn Nghị định về tổ chức bộ máy quản lý cấp xã ở Bắc Kỳ. Về sau con trai ông là Hoàng Trọng Phu kế nhiệm ông làm Tổng đốc Hà Đông đến năm 1937.
Ông về hưu tại Ấp Thái Hà, huyện Hoàn Long, tỉnh Hà Đông nay thuộc phường Trung Liệt, quận Đống Đa, Thành phố Hà Nội và mất tại đây.
Ngày 6 tháng 5 năm 1922, Hội Thanh niên An Nam (Foyers de la Jeunesse Annamite) được thành lập, Hoàng Cao Khải cùng Thống sứ Bắc Kỳ Monguillot làm đồng Chủ tịch Hội, Chánh mật thám Pháp Marty làm Chủ tịch danh dự.

## Khu di tích Lăng mộ

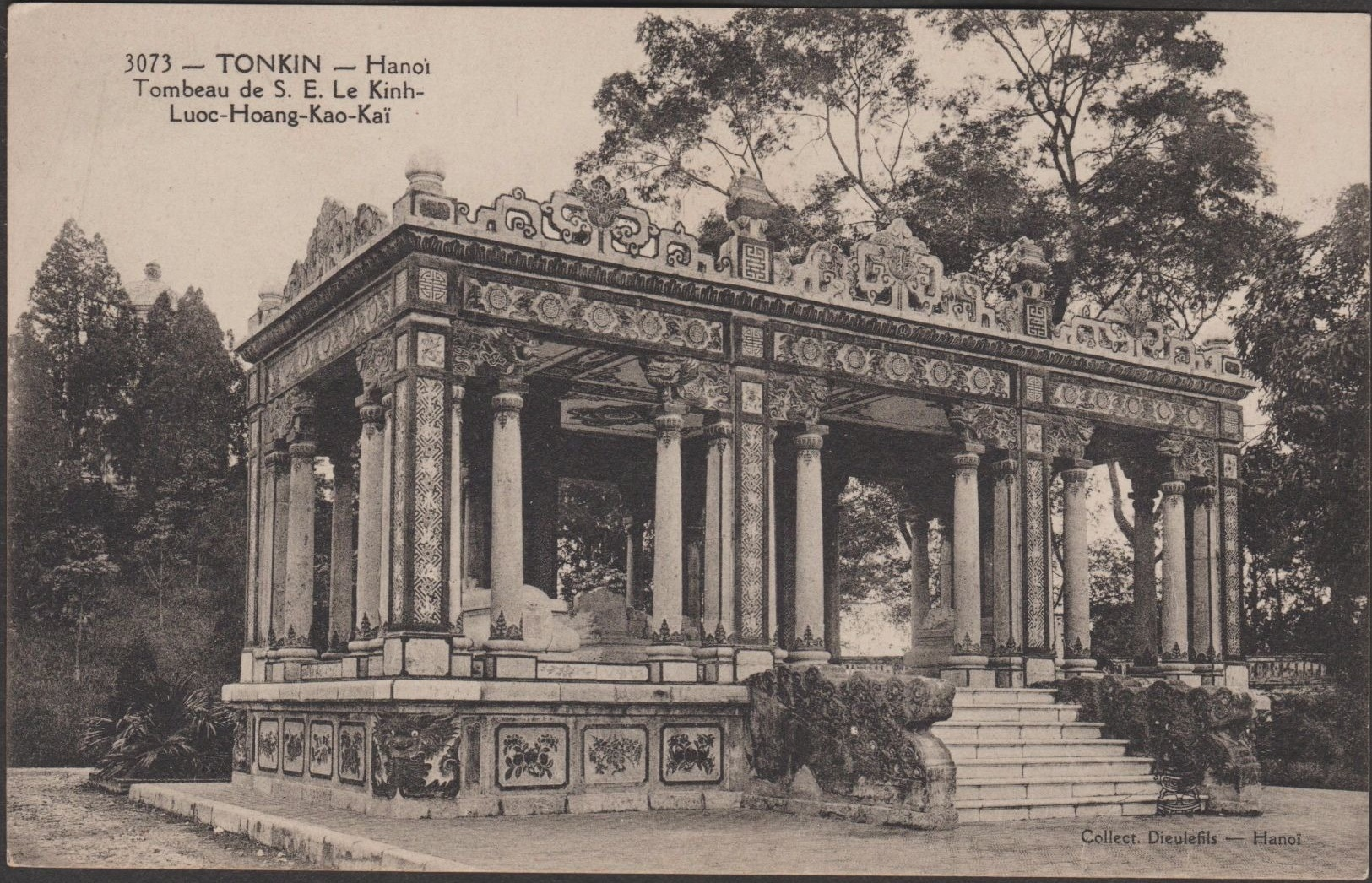
Lăng Hoàng Cao Khải thời Pháp thuộc

Mộ của Hoàng Cao Khải nằm ở khu vực ấp Thái Hà cũ, nay nằm ở ngõ 252, phố Tây Sơn (phường Trung Liệt, quận Đống Đa, Hà Nội). Di tích này ít được chăm sóc, đến nay khá là hoang phế. Khu di tích có tính đặc thù cao về kiến trúc, được xây dựng năm 1893. Nằm rải rác ở khu vực phía Tây gò Đống Đa, gồm nhiều công trình kiến trúc tinh xảo được đánh giá là đạt đến trình độ kỹ thuật cao tay trong nghệ thuật điêu khắc đá của người Việt. Khu lăng mộ Hoàng Cao Khải được xếp hạng di tích quốc gia năm 1962. Bộ Văn hóa lúc đó đánh giá: "Đây là chứng tích duy nhất của nước ta về một quần thể các công trình lăng tẩm, dinh thự của một phó vương"...

## Tác phẩm
Hoàng Cao Khải sáng tác cả bằng chữ Hán lẫn chữ Nôm trên nhiều lĩnh vực. Về lịch sử nổi bật có Việt sử yếu, Việt Nam nhân thần giám, Việt sử kinh bằng chữ Hán, sau được chính ông diễn nôm; Nam sử diễn âm bằng chữ Nôm. Ông được xem là có phát kiến mới về phương pháp luận sử học và những đánh giá khác lạ so với thời đó.
Các sáng tác của Hoàng Cao Khải thường lấy đề tài lịch sử như: 
- Tây nam đắc bằng (Đi về hướng tây nam gặp được bạn) kể việc Gia Long gặp Bá Đa Lộc nhờ cầu viện nước Pháp,
- Trung hiếu thần tiên nói về Hưng Đạo Vương và thời Trần.

Ông cũng soạn các truyện lịch sử mang tính giáo dục luân lý phong kiến như Gương sử Nam, Làm con phải hiếu, Đàn bà Việt Nam...
Ông cũng là soạn giả vở tuồng Gia Long phục quốc.

## Đánh giá
Hầu hết các sĩ phu đương thời đều coi khinh Hoàng Cao Khải dù Hoàng có tài văn học. Thái độ đó bắt nguồn từ tác phong kẻ sĩ Nho học, vốn bất hợp tác với người Pháp. Hoàng thì ngược lại, cộng tác rất đắc lực với người Pháp. Các con là Hoàng Mạnh Trí và Hoàng Trọng Phu đều làm tổng đốc, cháu nội là Hoàng Gia Mô làm Tri huyện, phục vụ cho người Pháp.
Sĩ phu Hưng Yên có đôi câu đối, chửi khéo Hoàng Cao Khải:
"Ông ra Bắc là may, Quan Kinh lược, tước Quận Công, bốn bể không nhà mà nhất nhỉ".
"Cụ về Tây cũng tiếc, trong triều đình, ngoài bảo hộ một lòng với nước có hai đâu ?"
"Bốn bể không nhà" là ý nói mất gốc; "ông về Tây cũng tiếc": chính nghĩa nói là đi về cõi Tây Trúc, Tây Thiên, âu cũng thiệt thòi nhưng thực ra là nói người Tây tiếc vì mất đi tay sai đắc lực. Còn như "một lòng với nước có hai đâu" chính là một mình ông trung với nước, không có người thứ hai nhưng thực là mỉa có hai nước (nước Nam, nước Tây), ông trung với nước nào ? (Dẫn theo Vũ Ngọc Khánh, "Người có vấn đề trong sử nước ta", Nhà xuất bản Văn hóa - Thông tin, 2008)
Phan Châu Trinh khi sống ở Pháp (1920) được tin cựu Toàn quyền Albert Sarraut qua thăm Đông Dương, Phan Châu Trinh đã viết thư riêng báo cho "Tân ấp tướng công Hoàng Đại nhân" (lúc này đã về hưu sống ở ấp Thái Hà), trong thư có những đoạn biểu thị tình cảm đối với Hoàng Cao Khải như sau:
"Năm 1910, khi Trinh ở Nam Kỳ từng được ngài Tham biện tỉnh Mỹ Tho đem cho xem cuốn Việt sử kính (tức cuốn Gương sử Nam) của ngài soạn. Đọc xong dấy lên nhiều điều cảm xúc. Tuy việc lập ý dùng từ gãy gọn nhẹ nhàng, không thể khiến cho người tuổi trẻ tân tiến hoan nghênh hết được, nhưng trong đó với sự nhìn nay nhớ xưa, xét việc đã qua biết điều sắp tới về tiền đồ thành bại mất còn của Tổ quốc của chúng ta, một lời ca thán ba lần thở dài, trước sự chỉ dẫn ra con đường mê lộ của người nước ta, chưa từng không lưu ý đến nhiều lần vậy. Qua đó, Trinh biết là Tướng công tuy cấp lưu dũng thoái (chảy gấp lui mau), vui thú điền viên, mắt thờ ơ nhưng lòng nóng hổi chưa từng có một ngày quên Tổ quốc."